# Steilacoom
Steilacoom és una població dels Estats Units a l'estat de Washington. Segons el cens del 2000 tenia 6.049 habitants.

## Demografia
Segons el cens del 2000, Steilacoom tenia 6.049 habitants, 2.570 habitatges, i 1.721 famílies. La densitat de població era de 1.128,3 habitants per km².
Dels 2.570 habitatges en un 27,8% hi vivien nens de menys de 18 anys, en un 53,8% hi vivien parelles casades, en un 9,8% dones solteres, i en un 33% no eren unitats familiars. En el 26,5% dels habitatges hi vivien persones soles el 7,2% de les quals corresponia a persones de 65 anys o més que vivien soles. El nombre mitjà de persones vivint en cada habitatge era de 2,35 i el nombre mitjà de persones que vivien en cada família era de 2,83.
Per edats la població es repartia de la següent manera: un 22,8% tenia menys de 18 anys, un 9,2% entre 18 i 24, un 28,6% entre 25 i 44, un 26% de 45 a 60 i un 13,3% 65 anys o més.
L'edat mediana era de 38 anys. Per cada 100 dones de 18 o més anys hi havia 93,4 homes.
La renda mediana per habitatge era de 46.113 $ i la renda mediana per família de 54.725 $. Els homes tenien una renda mediana de 40.505 $ mentre que les dones 34.136 $. La renda per capita de la població era de 27.124 $. Aproximadament el 6,9% de les famílies i el 8,1% de la població estaven per davall del llindar de pobresa.

## Poblacions més properes
El següent diagrama mostra les poblacions més properes.